# Lekkoatletyka na Letnich Igrzyskach Olimpijskich 1952 – bieg na 100 m kobiet
Bieg na 100 metrów kobiet podczas XV Letnich Igrzysk Olimpijskich w Helsinkach rozegrano 21 (eliminacje i ćwierćfinały) i 22 lipca 1952 (półfinały i finał) na Stadionie Olimpijskim w Helsinkach. Zwyciężczynią została reprezentantka Australii Marjorie Jackson, która na tych igrzyskach zwyciężyła również w biegu na 200 metrów. W półfinale i finale wyrównała rekord świata uzyskując czas 11,5 s.

## Rekordy

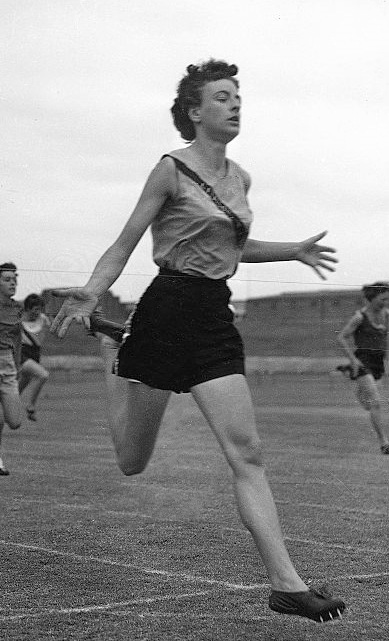
Marjorie Jackson

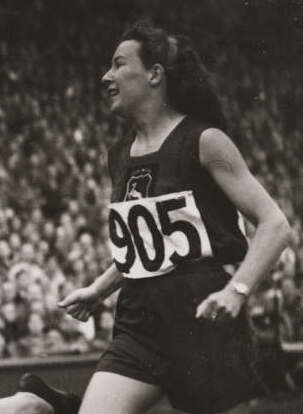
Daphne Hasenjäger

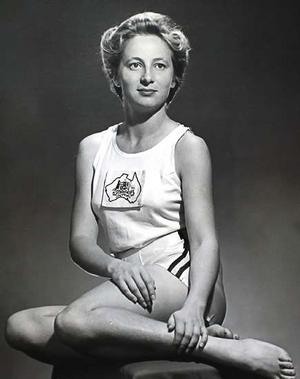
Shirley Strickland de la Hunty

|                   | Zawodniczka            | Narodowość        | Czas | Data                  | Miejsce     |
| ----------------- | ---------------------- | ----------------- | ---- | --------------------- | ----------- |
| Rekord świata     | Helen Stephens         | Stany Zjednoczone | 11,5 | 15 maja 1936(dts)     | Memphis     |
| Rekord świata     | Helen Stephens         | Stany Zjednoczone | 11,5 | 10 sierpnia 1936(dts) | Drezno      |
| Rekord świata     | Fanny Blankers-Koen    | Holandia          | 11,5 | 13 czerwca 1948(dts)  | Amsterdam   |
| Rekord olimpijski | Stanisława Walasiewicz | Polska            | 11,9 | 2 sierpnia 1932(dts)  | Los Angeles |
| Rekord olimpijski | Fanny Blankers-Koen    | Holandia          | 11,9 | 2 sierpnia 1948(dts)  | Londyn      |

## Wyniki
| Poz. - pozycja |
| – rekord świata \| – rekord krajowy \| – rekord życiowy \| = – wyrównany rekord życiowy \| · – najlepszy wynik w sezonie \| = – wyrównany najlepszy wynik w sezonie \| – rekord olimpijski |
| Fn – falstart \| DNF – nie ukończył \| DNS – nie wystartował \| DSQ – zdyskwalifikowany |

### Eliminacje
Rozegrano dwanaście biegów eliminacyjnych. Do ćwierćfinałów awansowały po dwie najlepsze zawodniczki z każdego biegu (Q).

#### Bieg 1
| Poz. | Zawodniczka       | Narodowość | Rezultat | Uwagi |
| ---- | ----------------- | ---------- | -------- | ----- |
| 1    | Winsome Cripps    | Australia  | 12,0     | Q     |
| 2    | Cwetana Berkowska | Bułgaria   | 12,2     | Q     |
| 3    | Lilián Heinz      | Argentyna  | 12,7     |       |
| 4    | Ulla Pokki        | Finlandia  | 12,7     |       |
| 5    | Nilima Ghose      | Indie      | 13,6     |       |

#### Bieg 2
| Poz. | Zawodniczka         | Narodowość        | Rezultat | Uwagi |
| ---- | ------------------- | ----------------- | -------- | ----- |
| 1    | Mae Faggs           | Stany Zjednoczone | 12,1     | Q     |
| 2    | Liliana Tagliaferri | Włochy            | 12,6     | Q     |
| 3    | Aranka Szabó-Bartha | Węgry             | 12,7     |       |
| 4    | Elżbieta Bocian     | Polska            | 12,9     |       |
| –    | Maire Österdahl     | Finlandia         | DNS      |       |

#### Bieg 3
| Poz. | Zawodniczka       | Narodowość | Rezultat | Uwagi |
| ---- | ----------------- | ---------- | -------- | ----- |
| 1    | Puck Brouwer      | Holandia   | 12,0     | Q     |
| 2    | Irina Turowa      | ZSRR       | 12,0     | Q     |
| 3    | Vittoria Cesarini | Włochy     | 12,3     |       |
| 4    | Tang Pui Wah      | Singapur   | 11,0     |       |
| –    | Leah Horowitz     | Izrael     | DNS      |       |

#### Bieg 4
| Poz. | Zawodniczka      | Narodowość      | Rezultat | Uwagi |
| ---- | ---------------- | --------------- | -------- | ----- |
| 1    | Helga Klein      | Niemcy          | 12,1     | Q     |
| 2    | Heather Armitage | Wielka Brytania | 12,3     | Q     |
| 3    | Lilián Buglia    | Argentyna       | 12,3     |       |
| 4    | Alexandra Sicoe  | Rumunia         | 12,8     |       |
| 5    | Leena Sipilä     | Finlandia       | 13,4     |       |

#### Bieg 5
| Poz. | Zawodniczka          | Narodowość | Rezultat | Uwagi |
| ---- | -------------------- | ---------- | -------- | ----- |
| 1    | Maria Sander         | Niemcy     | 12,2     | Q     |
| 2    | Anna-Lisa Augustsson | Szwecja    | 12,4     | Q     |
| 3    | Rosella Thorne       | Kanada     | 12,5     |       |
| 4    | Ilona Tolnai-Rákhely | Węgry      | 12,6     |       |
| 5    | Ayako Yoshikawa      | Japonia    | 12,6     |       |

#### Bieg 6
| Poz. | Zawodniczka      | Narodowość        | Rezultat | Uwagi |
| ---- | ---------------- | ----------------- | -------- | ----- |
| 1    | Giuseppina Leone | Włochy            | 12,2     | Q     |
| 2    | Janet Moreau     | Stany Zjednoczone | 12,5     | Q     |
| 3    | Nel Büch         | Holandia          | 12,6     |       |
| 4    | Jorun Tangen     | Norwegia          | 13,0     |       |
| 5    | Sonja Prétôt     | Szwajcaria        | 14,7     |       |

#### Bieg 7
| Poz. | Zawodniczka       | Narodowość        | Rezultat | Uwagi |
| ---- | ----------------- | ----------------- | -------- | ----- |
| 1    | Catherine Hardy   | Stany Zjednoczone | 11,9     | Q, =  |
| 2    | June Foulds       | Wielka Brytania   | 12,1     | Q     |
| 3    | Alberte de Campou | Francja           | 12,2     |       |
| 4    | Helena de Menezes | Brazylia          | 12,5     |       |
| 5    | Ana María Fontán  | Argentyna         | 12,9     |       |

#### Bieg 8
| Poz. | Zawodniczka      | Narodowość | Rezultat | Uwagi |
| ---- | ---------------- | ---------- | -------- | ----- |
| 1    | Marjorie Jackson | Australia  | 11,6     | Q,    |
| 2    | Yvette Monginou  | Francja    | 12,3     | Q     |
| 3    | Luella Law       | Kanada     | 12,4     |       |
| 4    | Thelma Jones     | Bermudy    | 12,5     |       |

#### Bieg 9
| Poz. | Zawodniczka                    | Narodowość      | Rezultat | Uwagi |
| ---- | ------------------------------ | --------------- | -------- | ----- |
| 1    | Shirley Strickland de la Hunty | Australia       | 12,0     | Q     |
| 2    | Wira Kałasznikowa              | ZSRR            | 12,2     | Q     |
| 3    | Quita Shivas                   | Wielka Brytania | 12,5     |       |
| 4    | Emma Konrad                    | Rumunia         | 13,0     |       |
| 5    | Mary D’Souza                   | Indie           | 13,1     |       |

#### Bieg 10
| Poz. | Zawodniczka       | Narodowość        | Rezultat | Uwagi |
| ---- | ----------------- | ----------------- | -------- | ----- |
| 1    | Daphne Hasenjäger | Południowa Afryka | 11,9     | Q     |
| 2    | Eleanor McKenzie  | Kanada            | 12,2     | Q     |
| 3    | Nell Sjöström     | Szwecja           | 12,4     |       |
| 4    | Ibolya Tilkovszky | Węgry             | 12,4     |       |
| 5    | Phyllis Jones     | Bermudy           | 13,3     |       |

#### Bieg 11
| Poz. | Zawodniczka         | Narodowość | Rezultat | Uwagi |
| ---- | ------------------- | ---------- | -------- | ----- |
| 1    | Fanny Blankers-Koen | Holandia   | 11,9     | Q     |
| 2    | Marga Petersen      | Niemcy     | 12,0     | Q     |
| 3    | Denise Laborie      | Francja    | 12,6     |       |
| 4    | Graviola Ewing      | Gwatemala  | 13,0     |       |
| –    | Adriana Millard     | Chile      | DNS      |       |

#### Bieg 12
| Poz. | Zawodniczka       | Narodowość        | Rezultat | Uwagi |
| ---- | ----------------- | ----------------- | -------- | ----- |
| 1    | Edna Maskell      | Południowa Afryka | 11,9     | Q     |
| 2    | Nadieżda Chnykina | ZSRR              | 12,0     | Q     |
| 3    | Hyacinth Walters  | Jamajka           | 12,4     |       |
| 4    | Elfriede Steurer  | Austria           | 12,7     |       |
| 5    | Agneta Hannerz    | Szwecja           | 12,8     |       |

### Ćwierćfinały
Rozegrano cztery biegi ćwierćfinałowe. Do półfinałów awansowały po trzy najlepsze zawodniczki z każdego biegu.

#### Bieg 1
| Poz. | Zawodniczka       | Narodowość      | Rezultat | Uwagi  |
| ---- | ----------------- | --------------- | -------- | ------ |
| 1    | Marjorie Jackson  | Australia       | 11,6     | Q, = = |
| 2    | Marga Petersen    | Niemcy          | 12,0     | Q      |
| 3    | Puck Brouwer      | Holandia        | 12,0     | Q      |
| 4    | Giuseppina Leone  | Włochy          | 12,2     |        |
| 5    | Heather Armitage  | Wielka Brytania | 12,3     |        |
| 6    | Cwetana Berkowska | Bułgaria        | 12,3     |        |

#### Bieg 2
| Poz. | Zawodniczka         | Narodowość        | Rezultat | Uwagi |
| ---- | ------------------- | ----------------- | -------- | ----- |
| 1    | Maria Sander        | Niemcy            | 12,0     | Q     |
| 2    | Fanny Blankers-Koen | Holandia          | 12,0     | Q     |
| 3    | Mae Faggs           | Stany Zjednoczone | 12,0     | Q     |
| 4    | Irina Turowa        | ZSRR              | 12,1     |       |
| 5    | Eleanor McKenzie    | Kanada            | 12,1     |       |
| 6    | Yvette Monginou     | Francja           | 12,4     |       |

#### Bieg 3
| Poz. | Zawodniczka          | Narodowość        | Rezultat | Uwagi |
| ---- | -------------------- | ----------------- | -------- | ----- |
| 1    | Daphne Hasenjäger    | Południowa Afryka | 12,0     | Q     |
| 2    | Wira Kałasznikowa    | ZSRR              | 12,1     | Q     |
| 3    | Winsome Cripps       | Australia         | 12,1     | Q     |
| 4    | June Foulds          | Wielka Brytania   | 12,3     |       |
| 5    | Janet Moreau         | Stany Zjednoczone | 12,5     |       |
| 6    | Anna-Lisa Augustsson | Szwecja           | 12,5     |       |

#### Bieg 4
| Poz. | Zawodniczka                    | Narodowość        | Rezultat | Uwagi |
| ---- | ------------------------------ | ----------------- | -------- | ----- |
| 1    | Nadieżda Chnykina              | ZSRR              | 12,0     | Q     |
| 2    | Helga Klein                    | Niemcy            | 12,0     | Q     |
| 3    | Shirley Strickland de la Hunty | Australia         | 12,0     | Q     |
| 4    | Catherine Hardy                | Stany Zjednoczone | 12,1     |       |
| 5    | Edna Maskell                   | Południowa Afryka | 12,2     |       |
| 6    | Liliana Tagliaferri            | Włochy            | 12,9     |       |

### Półfinały
Rozegrano dwa biegi półfinałowe. Do finału awansowały po trzy najlepsze zawodniczki z każdego biegu.

#### Bieg 1
| Poz. | Zawodniczka         | Narodowość        | Rezultat | Uwagi |
| ---- | ------------------- | ----------------- | -------- | ----- |
| 1    | Marjorie Jackson    | Australia         | 11,5     | Q, =  |
| 2    | Winsome Cripps      | Australia         | 12,0     | Q     |
| 3    | Mae Faggs           | Stany Zjednoczone | 12,1     | Q     |
| 4    | Nadieżda Chnykina   | ZSRR              | 12,1     |       |
| 5    | Marga Petersen      | Niemcy            | 12,1     |       |
| –    | Fanny Blankers-Koen | Holandia          | DNS      |       |

#### Bieg 2
| Poz. | Zawodniczka                    | Narodowość        | Rezultat | Uwagi |
| ---- | ------------------------------ | ----------------- | -------- | ----- |
| 1    | Daphne Hasenjäger              | Południowa Afryka | 11,9     | Q     |
| 2    | Shirley Strickland de la Hunty | Australia         | 11,9     | Q     |
| 3    | Maria Sander                   | Niemcy            | 12,0     | Q     |
| 4    | Puck Brouwer                   | Holandia          | 12,1     |       |
| 5    | Wira Kałasznikowa              | ZSRR              | 12,1     |       |
| 6    | Helga Klein                    | Niemcy            | 12,3     |       |

### Finał
| Poz. | Zawodniczka                    | Narodowość        | Rezultat | Uwagi |
| ---- | ------------------------------ | ----------------- | -------- | ----- |
| 1    | Marjorie Jackson               | Australia         | 11,5     | =     |
| 2    | Daphne Hasenjäger              | Południowa Afryka | 11,8     | [ 4 ] |
| 3    | Shirley Strickland de la Hunty | Australia         | 11,9     |       |
| 4    | Winsome Cripps                 | Australia         | 11,9     |       |
| 5    | Maria Sander                   | Niemcy            | 12,0     |       |
| 6    | Mae Faggs                      | Stany Zjednoczone | 12,1     |       |